# バシレイデース
バシレイデース（ギリシア語：Bασιλειδης、85年頃 - 145年頃）は、初期のグノーシス主義の教師で、バシレイデース派の祖である。バシリデス（Bασιλίδης）とも、エジプトのアレクサンドリアに居住したので、アレクサンドリアのバシレイデースとも称される。
バシレイデースについては、2世紀のリヨン司教エイレナイオスの記した、グノーシス主義異端への反駁書である『異端反駁』（ラテン語：Adversus Haereses ）に紹介されているが、エイレナイオスの述べていることがどこまで真実を伝えているのか確認できない。
彼の弟子たちが興したバシレイデース派は、アブラクサス（またはアブラサクス）という名の至高者を崇拝したことで知られる。

## カール・ユングとの関係
分析心理学を創始したカール・グスタフ・ユングは、若き日に、人間の魂の存在の意味について様々な思索をめぐらした。それらは、『赤の書』などの手稿に記されて残っているが、なかでも、まとまった神秘主義的な思索を小冊子として限定出版して、これを親しい友人に配布した。
この小冊子は、『死者への七つの教説』と名付けられているが、この書物のなかで、ユングは、自身をアレクサンドリアのバシリデスであるとして、バシリデスの名の下に、善の神つまり「ヘーリオス」と悪の霊つまりサーターンの二元論を述べ、更に、両者が共通して依拠する霊的原理として、「アブラクサス」を定義した。
ユングのアブラクサスは善悪を超越した、あるいは善悪両面の機能を持つ「はたらき」である。また、プレロマ（プレーローマ）についてユングは記した。このことより、ユングが若い時代よりグノーシス主義の思想に多大な関心を抱き、また自身、グノーシス主義的な考えを持っていたことが分かる。